# Clementinae
Clementinae lub Constitutiones Clementinae (pol. Klementyny) – zbiór prawa kanonicznego promulgowany 25 października 1317 roku przez Jana XXII bullą Quoniam nulla. Został włączony do Corpus Iuris Canonici.

## Przyczyny i cel powstania zbioru
Na ostatniej sesji Soboru w Vienne, która odbyła się 6 maja 1312 roku, Klemens V polecił jeszcze raz odczytać przyjęte uchwały soboru, jak również uznał za uchwalone dyspozycje soborowe, które nie zostały ostatecznie zredagowane. Ostateczną redakcją zajęła się specjalna komisja, która uwzględniła również niektóre dekretały papieża. Cały zbiór został ogłoszony jako Liber septimus (Księga siódma) podczas konsystorza na zamku w Monteux, ale moc prawną miał uzyskać dopiero po przesłaniu go do uniwersytetu w Orleanie. Jednak przed przesłaniem zbioru papież zmarł i promulgacji dokonał jego następca Jan XXII po zrewidowaniu wcześniejszego tekstu.

## Systematyka
Zbiór składa się z pięciu ksiąg podzielonych na tytuły i capitula. Układ tytułów i ich rubryki był wzorowany na wcześniejszych zbiorach. Cały zbiór liczy 52 tytuły i 106 capitula.

## Zawartość
Zbiór zawiera przede wszystkim konstytucje wydane przez Klemensa V, a z dawniejszych dokumentów uwzględniono tylko konstytucje Bonifacego VIII Super cathedram z 1300 roku, oraz Urbana IV Transiturus z 1264 roku, którym Sobór w Vienne przywrócił moc obowiązującą. W oryginalnych tekstach dokonano wielu skrótów i zastosowano nowe podziały tekstów, jednak bez zaznaczenia tych zmian.

## Znaczenie
Zbiór był autentyczny, powszechny, jeden. Nie był jednak zbiorem wyłącznym, w związku z czym obowiązywały nadal zbiory i dekretały wydane po 1298 roku, które nie były sprzeczne z nowymi normami.